# تفجيرات حي الراشدية (بغداد)
تفجيرات حي الراشدية هي التفجيرات التي وقعت يوم 12 يوليو/تموز 2016 بسوق للخضار شمال شرق بغداد  أسفرت عن مقتل 12 شخص و إصابة 30 آخرين.